# 南台站
南台站位于辽宁省海城市南台镇，为沈大铁路上的一个火车站。建于1907年。距离沈阳站116公里，大连站281公里，隶属沈阳铁路局管辖。现为四等站。